# Sông Đắk Soi
Sông Đắk Soi là một con sông đổ ra Sông Đắk Huýt. Sông Đắk Soi chảy qua các tỉnh Bình Phước, Đắk Nông .
Sông có chiều dài 35 km và diện tích lưu vực là 94 km² .
Đắk Soi khởi nguồn từ các suối ở xã Quảng Trực huyện Tuy Đức tỉnh Đăk Nông, trong vùng lõi Vườn quốc gia Bù Gia Mập 12°14′59″B 107°17′08″Đ / 12,249719°B 107,285676°Đ, chảy về hướng tây.

## Chỉ dẫn
1. ↑  Trong tiếng các dân tộc thuộc nhóm ngôn ngữ Môn-Khmer ở Tây Nguyên và trong tiếng Việt cổ (trước thế kỷ 16, xem Chữ Nôm) thì đăk đã có nghĩa là nước, sông, suối, còn krông nghĩa là sông.